# Адміністративний поділ Воллісу і Футуни
Острови Волліс і Футуна поділяються на 3 територіальні округи, що в кордонах збігаються з історичними королівствами, найбільший з яких — Увеа в свою чергу ділиться на три райони.

## Адміністративно-територіальний поділ
| № | Територіальний округ/район    | Назва французькою мовою | Площа, км ²  | Населення, чол. (2008) | Густина, чол./км ²      | Адміністративний центр, чол. (2008)             | Число сіл |
| - | ----------------------------- | ----------------------- | ------------ | ---------------------- | ----------------------- | ----------------------------------------------- | --------- |
| 1 | Ало                           | Alo                     | 85           | 2655                   | 31,24                   | Мала'е (224)                                    | 9         |
| 2 | Сігаве                        | Sigave                  | 30           | 1583                   | 52,77                   | Леава (376)                                     | 6         |
| 3 | Увеа: - Хахаке - Хіхіфо - Муа | Uvea Hahake Hihifo Mua  | 159 57 48 54 | 9207 3748 2197 3262    | 57,91 65,75 45,77 60,41 | Мата-Уту (1126) Ваїтупу (503) Мала'ефо'оу (224) | 21 6 5 10 |
|   | Всього                        |                         | 274          | 13 445                 | 49,07                   |                                                 | 36        |